# Guillaume Joseph Nicolas de Lafon-Blaniac
Pour les articles homonymes, voir Lafon.
 (février 2019).
Si vous disposez d'ouvrages ou d'articles de référence ou si vous connaissez des sites web de qualité traitant du thème abordé ici, merci de compléter l'article en donnant les références utiles à sa vérifiabilité et en les liant à la section « Notes et références ».
Guillaume Joseph Nicolas de Lafon-Blaniac, né le 25 juillet 1773 à Villeneuve-d'Agen (Lot-et-Garonne), mort le 28 septembre 1833 à Vico (Corse), est un général français de la Révolution et de l’Empire.

## Biographie
Entré au service le 15 septembre 1792 comme sous-lieutenant au 5e Régiment de Chasseurs à Cheval, il fit les campagnes de 1792, 1793 et de l'an II à l'armée du Nord et à la bataille d'Hondschoote. Blessé d'un éclat d'obus à la jambe droite à la prise de Furnes, le 30 vendémiaire an II, il reçut un coup de feu à la cuisse le 20 messidor suivant, sous Nieuport. Nommé Lieutenant au 18e Régiment de Dragons le 22 ventôse an III, il passa à l'armée des Pyrénées-Occidentales où il fit la guerre pendant les ans III et IV. Il servit ensuite à l'armée d'Italie pendant la campagne de l'an V.
Le 25 nivôse, au combat d'Anghiari, se trouvant aux prises avec un officier autrichien, ils furent l'un et l'autre renversés de cheval ; mais quoique blessé d'un coup de sabre à la figure et démonté, il n'en continua pas moins le combat corps à corps avec son adversaire et le fit prisonnier. Cette action lui valut le grade de capitaine sur le champ de bataille, et le 1er pluviôse suivant il fut employé en qualité d'adjoint aux adjudants-généraux dans la division Augereau.
Après la paix de Campo-Formio il fit partie de l'expédition d'Égypte en qualité d'aide de camp de Berthier. Il fit avec l'armée d'Égypte les campagnes des ans VI, VII, VIII et IX. Il se trouva à la prise d'Alexandrie. Grièvement blessé d'un coup de sabre à la jambe droite le 21 messidor an VI au combat de Damanhour, il fut nommé chef d'escadron au 20e Régiment de Dragons le 28 fructidor suivant. Pendant l'expédition de Syrie, étant dans les montagnes de l'Anti-Liban près de Naplouse, avec la colonne commandée par le général Damas, il protégea la retraite de l'infanterie à la tête de 50 dragons seulement.
Adjudant-général chef d'état-major de la cavalerie de l'armée d'Orient le 12 thermidor an VIII, il combattit avec une rare intrépidité le 30 ventôse an IX à la bataille d'Alexandrie contre les Anglais. Cerné de toutes parts, criblé de coups de baïonnette, et blessé d'un coup de fusil reçu à bout portant au travers du corps, il ne voulut point se rendre et se fit jour le sabre à la main. Nommé provisoirement, par le général en chef Menou chef de brigade du  14e Régiment de Dragons le 14 germinal de la même année, il fut blessé de nouveau d'un coup de feu à la main droite au combat de l'Embarcadère, le 13 fructidor suivant. Rentré en France après la convention d'Alexandrie, il fut confirmé dans son grade par arrêté du premier Consul du 23 fructidor an X.
Après avoir tenu garnison à Angers en l'an X et en l'an XI, il fit partie de la première réserve pendant les ans XII et XIII, et fut créé membre de la Légion d'honneur le 19 frimaire an XII, et officier de cet Ordre le 25 prairial suivant.
Il fit les campagnes d'Autriche et de Prusse de l'an XIV à 1806 avec la 1re Division de Dragons de la réserve de cavalerie de la Grande Armée, et commanda son régiment à Austerlitz, où il se couvrit de gloire.
Le titre de commandeur de la Légion d'honneur lui fut conféré par décret impérial du 4 nivôse an XIV. Nommé écuyer du prince impérial Joseph Bonaparte, il fut promu au grade de général de brigade le 12 septembre 1806, concourut en cette qualité à la conquête du royaume de Naples et fut chargé du commandement des deux principautés depuis le golfe de Naples jusqu'à la Calabre au mois de février 1807 ; il pacifia le pays après avoir détruit de nombreuses bandes d'insurgés. Chargé du commandement de la ville de Naples et des fonctions de chef d'état-major du gouvernement de cette capitale au mois de mai suivant, il fut nommé inspecteur général de cavalerie au mois de juillet de la même année.
Passé au service d'Espagne, il y fut nommé général de division et aide-de-camp du roi Joseph Bonaparte le 8 juin 1808. Il fit les campagnes de 1806 à 1813, et y rendit des services importants.
Le 24 décembre 1810 il fut nommé gouverneur de Madrid, et le 30 mars 1812 gouverneur de la province de La Manche et commandant de l'avant-garde de l'armée du Centre. Continué dans ses fonctions de gouverneur de Madrid le 22 juillet suivant, il fut en outre chargé du commandement des troupes de cette province et de celles de Tolède et de Guadalajara. L'armée française ayant opéré sa retraite de Madrid sur le nord de l'Espagne, le général Lafon-Blaniac se trouva le 21 juin 1813 à la bataille de Vitoria, où il eut l'avant-bras fracassé par un coup de feu.
Réadmis au service de France comme général de division le 25 novembre de la même année, il fut mis à la disposition du gouverneur général des départements au-delà des Alpes le 11 décembre suivant. Le 7 janvier 1814, il prit le commandement de la cavalerie de l'armée de réserve d'Italie, et fut mêlé à toutes les opérations militaires qui eurent lieu jusqu'à l'abdication de l'Empereur.
Après le retour des Bourbons il fut chargé du commandement du département de la Gironde le 24 mai 1814, et nommé chevalier de Saint-Louis le 10 décembre suivant. Mis en disponibilité le 15 avril 1815, l'Empereur le nomma inspecteur général de cavalerie dans les 9e 10e et 11e divisions militaires. En non-activité le 1er août suivant, il fut placé comme disponible dans le cadre de l'état-major général de l'armée à l'organisation du 30 décembre 1818, et demeura dans cette position jusqu'au 1er janvier 1825, époque de son admission à la retraite.
Après les journées de 1830, le général Lafon-Blaniac, rappelé à l'activité, fut compris dans le cadre des officiers généraux de l'organisation du 7 février 1831. Chargé le 17 mars de l'inspection générale de la cavalerie dans les 10e, 11e et 20e divisions militaires, il fut mis en disponibilité le 1er juillet, et appelé au commandement de la 17e division militaire (Corse), le 31 décembre de la même année. Le roi Louis-Philippe Ier le nomma grand officier de la Légion d'honneur le 29 avril 1833, et il mourut dans l'exercice de ses fonctions, à Vico (Corse), le 28 septembre de la même année.
Son nom est inscrit sur l'arc de triomphe de l'Étoile, côté Sud.
Il est député de Lot-et-Garonne de 1827 à 1833, siégeant dans l'opposition libérale. Signataire de l'adresse des 221, il se rallie à la Monarchie de Juillet.